# Decibel (revista)
Decibel es una revista mensual de metal publicada por la editorial Red Flag Media desde octubre de 2004. Con sede en Filadelfia, presenta diversas secciones enfocadas en subgéneros del rock como el heavy metal, el thrash metal, el death metal y el metal alternativo, entre otros. En 2012, la revista empezó a organizar giras por Estados Unidos y Canadá con el objetivo de dar a conocer nuevas bandas.

## Salón de la Fama
Cada edición de Decibel trae consigo una sección conocida como Salón de la Fama, en la que los escritores rinden tributo a un álbum significativo en la historia del metal. Para ello, se ponen en contacto con los músicos que lo grabaron para realizar entrevistas y recopilar información.
En 2009, veinticinco de las entradas del salón se utilizaron como base para el libro Precious Metal: Decibel Presents the Stories Behind 25 Extreme Metal Masterpieces, publicado por la editorial Da Capo. El libro también incluye preguntas de entrevistas inéditas que quedaron fuera de los artículos de la revista, y una sección sobre Transilvanian Hunger de Darkthrone que nunca se publicó en la revista debido a su longitud.